# FC Volendam
FC Volendam is een Nederlandse voetbalclub afkomstig uit Volendam. De club is opgericht op 1 juni 1977 als afsplitsing van RKAV Volendam (opgericht als RKSV Volendam op 1 juni 1920). Het tenue bestaat uit een oranje shirt en een zwarte broek: daarom wordt de club ook wel 'Het Andere Oranje' genoemd. De thuiswedstrijden worden gespeeld in het Kras Stadion
Volendam behaalde tweemaal de finale van de KNVB beker: in 1958 won Sparta met 4-3, in mei 1995 Feyenoord met 2-1. De hoogste klassering van de club is een zesde plaats in de Eredivisie in de seizoenen 1989/90 en 1992/93.
Kenmerkend zijn de vele lokale spelers, met namen als Schilder, Tol, Steur, Veerman en Jonk, en de vele promoties en degradaties van en naar de Eredivisie; de botter waarmee de spelers gehuldigd worden heet dan ook de Heen en Weer. De club promoveerde in  2022 via een tweede plaats in de Eerste Divisie, degradeerde in 2024 en promoveerde in 2025 weer.

## Historie

### Beginjaren (1920–1955)
Op 1 juni 1920 werd er in Volendam een voetbalclub opgericht onder de naam Victoria. In 1923 veranderde de naam in Volendam en werd er ook in een oranje tenue gespeeld. Daarvoor waren de clubkleuren rood en zwart. In 1935 werd de club voor het eerst landskampioen in de Roomsch-Katholieke Federatie. Drie jaar later werd opnieuw dit landskampioenschap behaald. In 1940 werden op bevel van de Duitse bezetters de verschillende voetbalbonden samengevoegd tot de KNVB. Na de Tweede Wereldoorlog speelde Volendam lange tijd in de tweede klasse, ondanks meerdere malen dichtbij promotie te zijn geweest. In 1954 doet het betaald voetbal zijn intrede in Nederland en Volendam ziet vele spelers vertrekken. Zo haalde Alkmaar '54 onder meer de broers Klaas, Evert en Thoom Smit weg bij de Volendammers.

### Betaald voetbal (1955–1969)

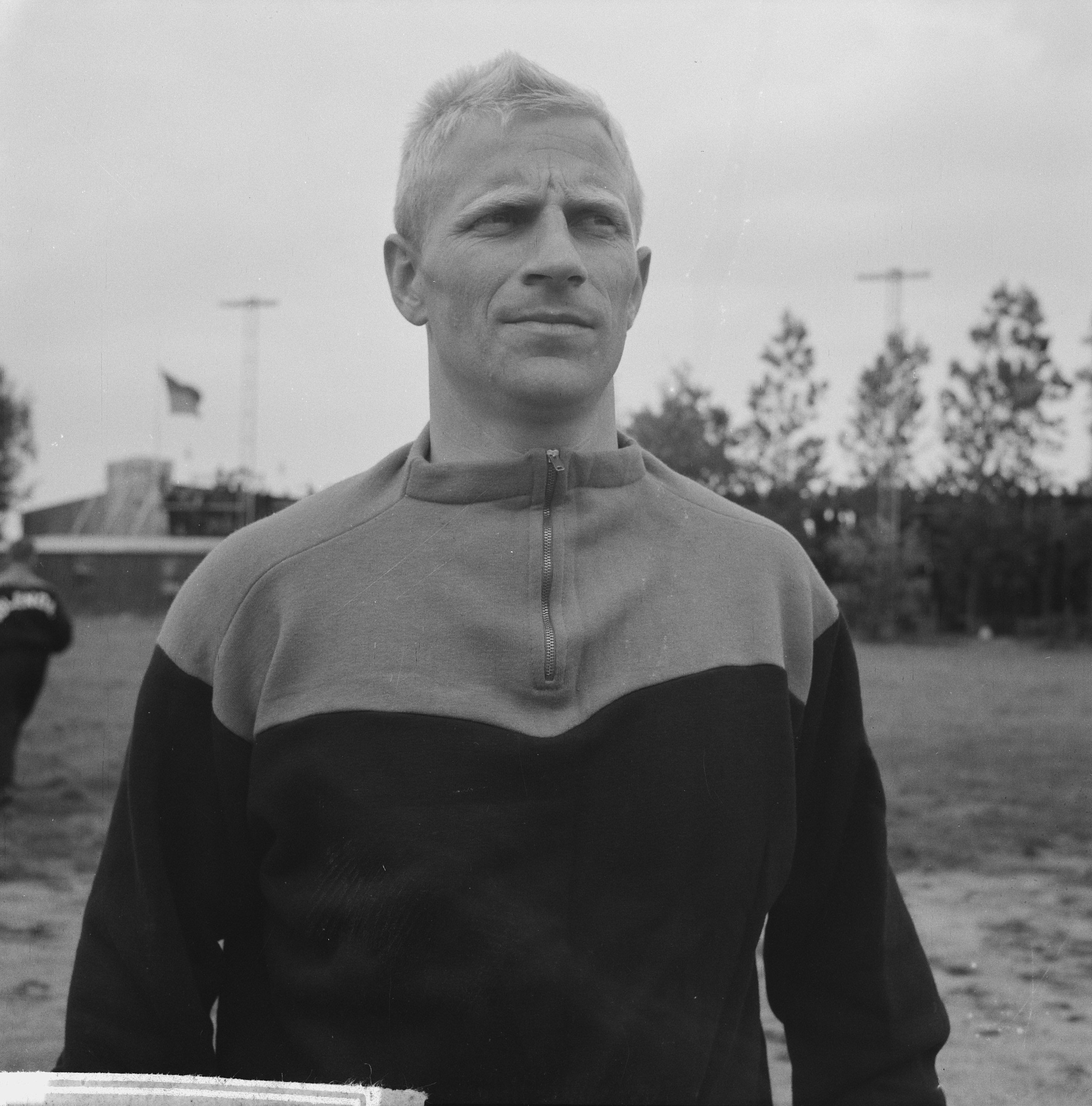
Dick Tol, de clubtopscorer.

Een jaar later kwam Volendam door middel van de uitgifte van obligaties ook in het betaalde voetbal terecht. Volendam eindigde het seizoen als derde en plaatste zich zodoende voor het startseizoen van de Eerste divisie. In de KNVB beker 1957/58 haalde Volendam de finale door in de halve finale MVV met 1-3 te verslaan. Hierin bleek Sparta te sterk. Volendam was de eerste club uit de eerste divisie die de finale haalde sinds de invoering van het betaalde voetbal in 1954. Het volgende seizoen werd Volendam kampioen in de Eerste divisie A en promoveerde zodoende voor het eerst in zijn historie naar de Eredivisie. De euforie was echter van korte duur. Na een seizoen degradeerde de ploeg al weer terug. Trainer Bram Appel loodste Volendam binnen een seizoen weer naar de Eredivisie. Ditmaal was het verblijf wel langer dan één seizoen. Spits Dick Tol, die uit zou groeien tot clubtopscorer aller tijden, werd topscorer van de Eredivisie in het seizoen 1961/62. Na drie seizoenen in de Eredivisie degradeerde de ploeg in het seizoen 1963/64. De derde promotie voor Volendam vond plaats in 1967 onder de Engelse trainer Ron Dellow. Het was het laatste seizoen van Dick Tol, die dat seizoen topscorer werd van de Eerste divisie.

### Jaren 70 en 80 (1970–1987)
In december 1971 vond een primeur plaats. De Portugees Walter Ferreira tekende een contract voor anderhalf jaar bij Volendam, waarmee hij de eerste buitenlandse speler werd in de geschiedenis van de club. Desondanks degradeerde Volendam dat seizoen 1971/72 naar de Eerste divisie. Het volgende seizoen 1972/73, waarin Ferreira clubtopscorer werd met elf treffers, miste Volendam op het nippertje promotie naar het hoogste niveau. In het beslissende duel tegen De Graafschap was een gelijkspel genoeg, maar er werd met 1-0 verloren. Volendam speelde vervolgens voor het eerst langer dan drie seizoenen achtereenvolgend in de Eerste divisie. Pas in 1976/77 werd er weer (via nacompetitie) promotie afgedwongen. Na een zevende en een zeventiende plaats in 1977/78 en 1978/79 degradeerde de club weer. In 1982 werd Fritz Korbach aangesteld als hoofdtrainer. Hij was de eerste Duitse trainer van Volendam en had eerder al met succes FC Wageningen in 1973/74 en PEC Zwolle in 1977/78 naar de Eredivisie geloodst. Dit bleek een goede zet, want hij leidde Volendam ook naar het hoogste niveau door in 1982/83 kampioen te worden. Net als de laatste periode in de Eredivisie is de duur opnieuw twee seizoenen. In het seizoen 1983/84 eindigde Volendam als 15de van de 18 eredivisieclubs en bleef zodoende op het nippertje op het Eredivisieniveau, eerst onder leiding van trainer Cor van der Hart, later onder zijn opvolger Simon Kistemaker. In het seizoen 1984/85 bezette Volendam na een goede 2de helft van 1984, in december 1984 een verdienstelijke zesde plaats na de eerste competitiehelft, onder leiding van oud Ajax-trainer Leo Beenhakker, en met acht ex-Ajax-spelers in de gelederen: Keje Molenaar, Gerrie Mühren, Ton Blanker, alsmede Dennis de Graaf, René Kraay, Dick Helling, Johnny Holshuijsen en Marcel van Buuren. Vanaf februari 1985 viel Leo Beenhakker tevens in als interim-bondscoach voor Rinus Michels, die hartproblemen had. Veel mensen vreesden al, dat deze constructie, een dubbele functie, niet goed zou uitpakken, en dat Beenhakker door een te zware belasting niet zou kunnen focussen. Dat bleek ook, want Volendam eindigde slechts als 16de in de eredivisie in juni 1985, hetgeen degradatie naar de eerste divisie betekende, en het Nederlands Elftal kwalificeerde zich niet rechtstreeks voor het WK 1986 in Mexico. Wel werden twee beslissingsduels tegen België afgedwongen, die in de 2de helft van 1985, in de 1ste helft van het seizoen 1985/86 werden verloren via de dubbeltelregel voor uit gescoorde goals (1-0 nederlaag uit, 2-1 zege thuis, 2-2 totaalscore). Onder leiding van trainer Jan Brouwer werd Volendam in het seizoen 1986/87 kampioen en promoveerde zodoende weer terug naar de Eredivisie. In dit najaar zorgde een ambitieus plan ervoor dat Volendam van een financiële ondergang gered werd.

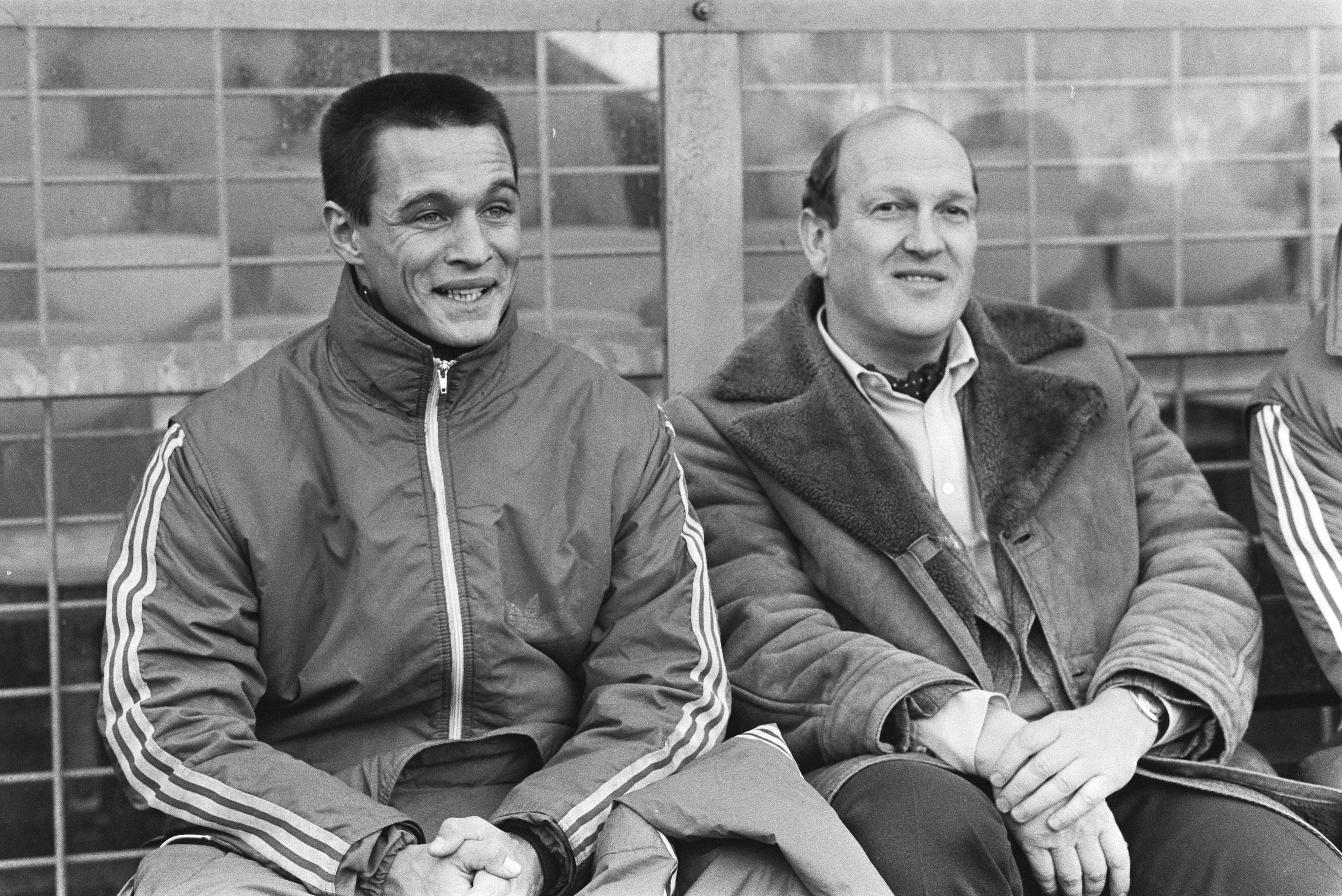
5-2-1984, Ajax-Volendam 5-0. Rechts: Volendam-trainer Simon Kistemaker in dug-out.

### Succesjaren (1987–1997)
In het seizoen 1989/90 behaalde Volendam de hoogste klassering ooit. Het eindigde met 39 punten op de zesde plaats. Drie seizoenen later werd opnieuw de zesde plaats gehaald. In 1995 bereikte FC Volendam voor de tweede keer de finale van de KNVB beker. Op 25 mei was in De Kuip Feyenoord de tegenstander. Volendam verloor de wedstrijd met 2-1 door tegendoelpunten van Gaston Taument en Mike Obiku. Namens FC Volendam was André Wasiman trefzeker. Onder de 7000 Volendam-supporters in De Kuip destijds zaten ook Kees Kwakman en Jack Tuijp, die later beiden zelf meer dan 100 wedstrijden speelden voor FC Volendam. Volendam wist zich voor het eerst voor langere tijd te handhaven in de Eredivisie. Van 1987 tot 1998 kwam de club ononderbroken uit op het hoogste niveau.

### Wisselende jaren in de Eerste divisie (2009–2019)

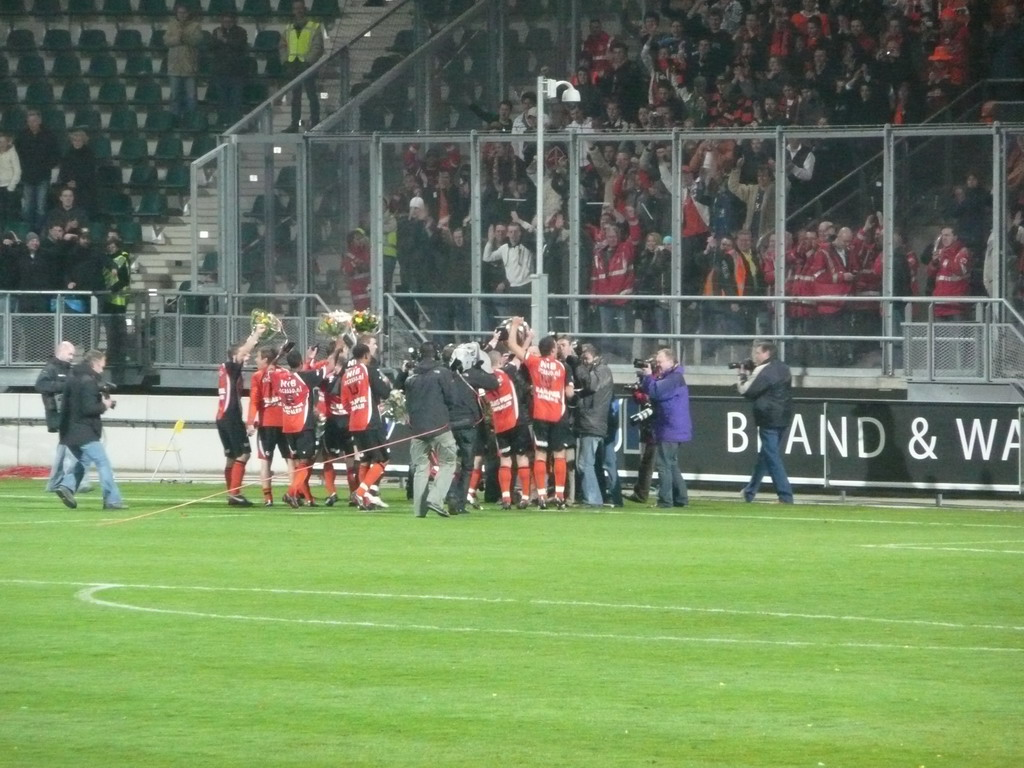
Het kampioenschap van 2008.

In het seizoen 2007/08 werd Volendam onder leiding van ex-profvoetballer Stanley Menzo kampioen van de Eerste divisie, waardoor het in het seizoen 2008/09 uitkwam in de Eredivisie. Menzo diende zijn contract echter uit, waardoor Frans Adelaar in het seizoen 2008/09 trainer was. Op 10 mei 2009, de laatste speeldag van dat seizoen, degradeerde Volendam wederom naar de Eerste divisie, door een gelijkspel bij De Graafschap (2-2) en de winst van Roda JC op Feyenoord (2-3).
Het daaropvolgend seizoen verliep voor FC Volendam dramatisch: ze eindigden op de 16e plaats. In het seizoen 2010/11 stond Volendam onder leiding van Gert Kruys, die over was gekomen van FC Dordrecht. Volendam eindigde op de 6e plaats. In het volgende seizoen behaalde Volendam voor het eerst in lange tijd geen periodetitel, wat Kruys zijn baan kostte bij FC Volendam. Sindsdien stond de club onder leiding van Hans de Koning, die overkwam van Helmond Sport. In het seizoen 2012/13 eindigde FC Volendam op de 2e plaats, nadat het de laatste wedstrijd tegen Go Ahead Eagles verloor. Vervolgens werden ze weer door Go Ahead Eagles verslagen in de finale van de play-offs. In dat seizoen wist Volendam ook een periodetitel te pakken. Door het mislopen van de promotie speelde FC Volendam voor het eerst sinds de start van de Eerste divisie (1956) meer dan vijf seizoenen op rij op het tweede niveau. In het seizoen 2014/15 werd FC Volendam wederom verslagen in de finale van de play-offs door thuis met 0-1 te verliezen van De Graafschap, nadat het in Doetinchem 0-0 was geworden.

### Team Jonk (2019-2024)

#### Het eerste seizoen
In de voorbereiding van het seizoen 2019/20 ging bij Volendam een frisse wind waaien en werd Wim Jonk aangesteld als nieuwe hoofdtrainer van de club. Sipke Hulshoff ging fungeren als zijn assistent. Jasper van Leeuwen, die eerder met Jonk samenwerkte bij Ajax en Cruyff Football, werd technisch directeur. Verder werd met de aanstelling van de nieuwe raad van Commissarissen, het nieuwe bestuur, de nieuwe directie de bezem door de club gehaald. Volendam had de voorgaande twee seizoenen afgesloten in het rechterrijtje en hoopte met een nieuw bewind de sportieve resultaten een boost te geven. Het doel werd uitgesproken om binnen drie jaar te promoveren naar de Eredivsie.
Groot voordeel die de komst van Jonk met zich meebracht waren de connecties in de voetbalwereld en zijn jonge leeftijd. Volendam moest het de afgelopen jaren vooral hebben van lokale en wat oudere trainers als Johan Steur, Hans de Koning en Robert Molenaar. Jonk had echter vanwege zijn werkzaamheden bij Cruyff Football en in de jeugdopleiding van Ajax een groot netwerk opgebouwd. Dit resulteerde in de komst van meerdere spelers die normaliter voor Volendam niet geacht waren om aan te kunnen trekken. Zo werd Francesco Antonucci gehuurd van AS Monaco. De middenvelder had eerder met Jonk samengewerkt in de jeugd van Ajax. Hij werd gehaald met het idee om samen met Joey Veerman op het middenveld te gaan spelen, maar Veerman vertok naar sc Heerenveen. Verder werd Noah Fadiga gehuurd van het Belgische Club Brugge en onder anderen Micky van de Ven en Alex Plat overgeheveld van de jeugdopleiding naar de eerste selectie.
Volendam kende een wisselvallige start van het seizoen. Het team moest duidelijk nog wennen aan het nieuwe beleid en de nieuwe speelstijl en overwinningen en nederlagen volgden elkaar op. Dit kwam deels door de jeugdigheid van de selectie, Volendam had gemiddeld de jongste selectie van de Keuken Kampioen Divisie. In oktober volgde een mindere reeks, waaronder een keiharde 3-0 nederlaag in Deventer bij Go Ahead Eagles. Jonk gaf na de wedstrijd aan dat er "geen excuses meer zijn en er onnodig wordt verloren". De trainer zag wel ontwikkelingen in het spel en was daarnaast zeer tevreden over het basisdebuut van de stormachtig ontwikkelende verdediger Micky van de Ven. De nederlaag zorgde ervoor dat de Volendamse ploeg zakte naar de twaalfde plaats op de ranglijst. Hierna ging het echter lopen bij de ploeg en werd er tot half februari geen enkele wedstrijd verloren. Hoogtepunt was de uitoverwinning op koploper SC Cambuur (1-2). Eind februari verloor Volendam dan wel tegen de verwachtingen in uit bij Jong FC Utrecht, maar alle twijfels verdwenen toen de ploeg twee weken later in eigen huis met 4-0 won van Jong Ajax. Het zou achteraf de laatste wedstrijd van het seizoen blijken. Kort daarna werd het voetbal stopgezet vanwege de coronacrisis in Nederland. De KNVB besloot dat er niemand zou promoveren naar de Eredivsie. FC Volendam stond op dat moment op de derde plek.

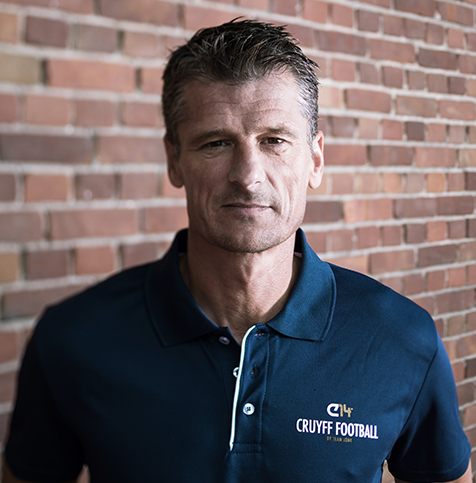
Wim Jonk werd in 2019 aangesteld als hoofdtrainer van FC Volendam.

In april 2020 verlengden Wim Jonk, technisch directeur Jasper van Leeuwen en andere leden van Team Jonk hun contract bij de club uit het vissersdorp. Jonk gaf na zijn contractverlenging aan te willen afmaken waarvoor hij is gekomen:

“We zijn hier met zijn allen bezig met een duidelijke missie. “Ik voel heel sterk dat iedereen binnen de club hard werkt om gezamenlijk naar een hoger niveau te groeien. Voor mij is het logisch dat we hier nog niet mee klaar zijn, dus ik kijk met veel plezier uit naar de volgende stappen. We waren al goed op weg met steeds meer sfeer en beleving in het stadion. Zodra we weer mogen spelen voor publiek kunnen we ook verder met die mooie uitdaging: het stadion vol spelen.”

De volgende stap ter professionalisering van de club was aanpassingen doen in de jeugdopleiding en de samenwerking met buurman RKAV Volendam intensiveren. Op 12 juni 2020 bracht FC Volendam via de officiële kanalen naar buiten dat de jeugdopleiding hervormd werd en er een samenwerkingsovereenkomst was afgesloten met RKAV Volendam. De jeugdopleiding van Volendam ging geleid worden door een nieuw bestuur, bestaande uit mensen van team Jonk. Daarnaast werd het voor Volendamse jeugdspelers mogelijk om bij beide clubs te ontwikkelen op dezelfde manier. Het verbeteren van de jeugdopleiding was dan ook een van de speerpunten van Wim Jonk bij zijn komst een jaar geleden.

#### Eerste play-off deelname in vier jaar
FC Volendam ging in de voorbereiding van het seizoen 2020/21 verder met het verbeteren van de selectie. Jonk had de selectie grotendeels intact weten te houden, van de basisspelers was alleen linksback Gijs Smal vertrokken, naar Eredivisionist FC Twente. Verder deed de ploeg goede zaken op de transfermarkt, het wist Franco Antonucci (op huurbasis) te behouden. Assistent-trainer Sipke Hulshoff vertrok naar Feyenoord, waarna Matthias Kohler hem opvolgde. Ook keeperstrainer Edwin Zoetebier besloot Volendam achter zich te laten. Volendam had in de beginfase van het seizoen een kleine moeite met scoren en trof in de eerste zes duels slechts vijfmaal doel. In oktober haalde de ploeg met Giannis Iatroudis (AEK Athene) en Samuele Mulattieri (Inter Milan) twee nieuwe spitsen naar de Dijk toe. Het had gelijk effect: in hun debuutwedstrijd tegen Jong PSV, waren beide heren trefzeker. Door de overwinning steeg de ploeg naar de play-off plekken, waar het de rest van het seizoen ook wist te blijven. De ploeg van Jonk kende nadien een reeks van acht wedstrijden zonder nederlaag. Het zorgde ervoor dat in de winterstop basisspelers Nick Doodeman (SC Cambuur) en Jari Vlak (FC Emmen) weg werden gehaald. Volendam bleef echter verzorgd voetbal spelen en behaalde redelijke resultaten. Zo werd er (net als vorig seizoen) uit bij SC Cambuur gewonnen en was de ploeg ook te sterk voor Go Ahead en NAC. De resultaten waren echter te wisselvallig om mee te doen om directe promotie. In de voorlaatste wedstrijd van het seizoen, tegen Jong PSV, won Volendam met 1-0 en verzekerde zich zodoende van een play-off ticket. Het was voor Volendam de eerste keer in vier jaar tijd dat ze deelnamen aan de play-offs.
Een week later speelde FC Volendam de laatste wedstrijd van het seizoen tegen Jong AZ. Wim Jonk koos ervoor om een aantal vaste spelers rust te gunnen voor de aankomende play-offs. Het gewijzigde elftal, met meerdere debutanten, wist met 2-1 te winnen, waardoor het seizoen werd afgesloten op een zesde plek. In de play-offs moest het aantreden tegen NAC Breda, dat vijfde was geworden. Tijdens de reguliere competitie hadden de mannen van Wim Jonk uit met 3-0 verloren, maar thuis met 2-1 gewonnen van de ploeg van trainer Maurice Steijn. In de play-off-wedstrijd speelde Volendam echter zonder overtuiging en stond het na iets meer dan een uur spelen met 3-0 achter. Twaalf minuten voor tijd bracht Mulattieri de spanning nog enigszins terug, alvorens Michaël Maria de Volendamse hoop wegschoot en voor de 4-1 tekende. In de slotseconden miste Francesco Antonucci nog een strafschop, waarna het tweede seizoen onder team Jonk er voor FC Volendam op zat. Verdediger Micky van de Ven werd dat jaar wel verkozen tot grootste talent van de competitie. Hij zou niet veel later voor een recordbedrag vertrekken naar VfL Wolfsburg. Andere centrumverdediger Marco Tol maakte de overstap naar SC Cambuur.

#### Promotie naar de Eredivisie

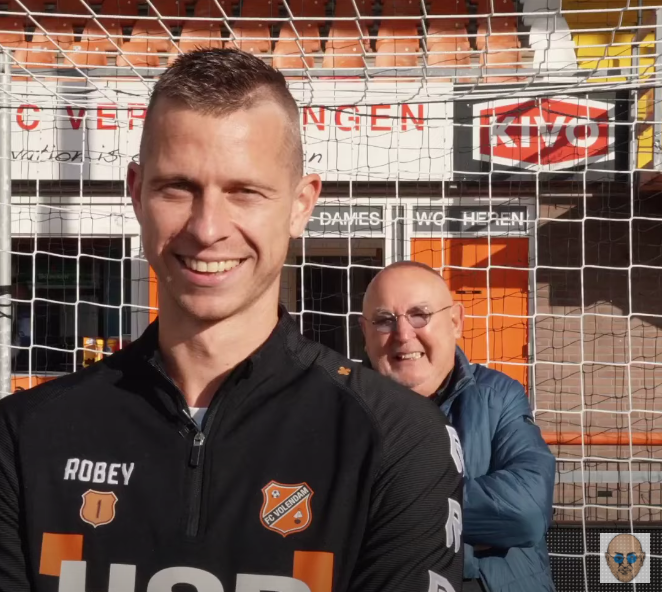
Robert Mühren keerde in 2021 terug bij FC Volendam, als opvolger van de vertrokken Italiaan Samuele Mulattieri.

FC Volendam schakelde snel door na hun vertrek en haalde in de persoon van Damon Mirani een opvolger. Jonk wist hiermee wederom een Ajax-bekende naar Volendam te halen. Mirani speelde de afgelopen vijf seizoenen bij Almere City en bracht zodoende de nodige ervaring mee. Met de komst van Daryl van Mieghem (De Graafschap) en oud-speler Robert Mühren (SC Cambuur) trok de ploeg nog enkele sterkhouders aan. Vooral de komst van Mühren werd door sommige als verrassend ervaren, aangezien de spits het voorgaande seizoen competitietopscorer was geworden en met Cambuur kampioen was geworden. Waar van Mieghem gehaald werd om de ploeg meer impulsen op de flank te geven, moest Mühren het vertrek van clubtopscorer Samuele Mulattieri (19 doelpunten) doen vergeten. Verder besloot Volendam om de contracten van onder meer doelmannen Nordin Bakker en Joey Roggeveen en aanvaller Zakaria El Azzouzi niet te verlengen. Ter vervanging huurde de ploeg wederom spelers van Inter: doelman Filip Stankovic en middenvelder Gaetano Oristanio kwamen over uit Milaan.
Na de eerste drie wedstrijden niet gewonnen te hebben boekte Volendam eind augustus haar eerste zege door overtuigend te winnen van MVV Maastricht (5-0), mede dankzij drie treffers van Van Mieghem. In september volgden knappe overwinningen op De Graafschap en VVV-Venlo. Op 1 oktober pakte Volendam de koppositie van de Keuken Kampioen Divisie, toen ze met 3-2 wonnen van Almere City. De ongeslagen reeks werd steeds langer, mede dankzij de veelscorende Mühren, die halverwege het seizoen al evenveel doelpunten had gemaakt (19) als clubtopscorer Mulattieri in het gehele vorige seizoen. Ondanks dat Volendam de tweede periode misliep door puntenverlies bij laagvlieger Helmond Sport (1-1), bleven de resultaten goed. Door drie overwinningen in de weken daarna kroonde de ploeg van Wim Jonk zich tot herfstkampioen.
De tweede seizoenshelft startte voor Volendam in eigen huis tegen Telstar. De ploeg speelde een matige wedstrijd, maar wist de zogeheten Vissersderby desondanks wel met 2-1 te winnen. Tijdens de wedstrijd maakte Francesco Antonucci weer minuten voor Volendam. Hij werd wederom gehuurd van Feyenoord, waar hij niet aan bod kwam. Twee weken later evenaarde FC Volendam dankzij een 0-1 uitoverwinning op MVV Maastricht een clubrecord. In De Geusselt werd een clubrecord uit het seizoen 1969/70 geëvenaard door 21 opeenvolgende competitieduels ongeslagen te blijven. In maart verloor Volendam de koppositie aan FC Emmen na ruime nederlagen tegen achtereenvolgend Excelsior en FC Emmen. Hierna volgde een periode van mindere wedstrijden tegen ADO Den Haag, TOP Oss en Jong PSV, maar herpakten de palingboeren zich met overtuigende overwinning op De Graafschap en Jong Ajax. Op 22 april 2022 won FC Volendam met 2-1 in en tegen FC Den Bosch, waarmee de tweede plaats en dus promotie werd veilig gesteld. Het betekent voor de club een terugkeer op het hoogste niveau sinds 2009. Uiteindelijk werd Robert Mühren in het promotiejaar topscorer met 29 goals, werd verkozen tot voetballer van het jaar en beste speler van de competitie.

#### Handhaving in de Eredivisie (2022/23)
Vlak voor de start van de voorbereiding van het Eredivisie-seizoen 2022/23 maakte FC Volendam via de officiële kanalen bekend dat trainer Wim Jonk en Team Jonk met de ploeg mee de Eredivisie in gingen en hun contracten waren verlengd. In elke linie versterkte de ploeg uit Volendam zich. Zo kwamen verdediger Xavier Mbuyamba (Chelsea) en middenvelder Carel Eiting (Huddersfield Town) transfervrij over. Verder werden doelman Filip Stankovic en Gaetano Oristanio voor een tweede achtereenvolgend seizoen gehuurd van Inter Milaan. Daarnaast kondigde de club de terugkeer van centrumspits Henk Veerman (FC Utrecht) aan. De club startte de terugkeer in de Eredivisie, op de openingsdag van het seizoen, uitstekend met een 1-1 gelijkspel bij FC Groningen. In de tweede thuiswedstrijd van het seizoen werd er met 1-0 gewonnen van FC Twente, dankzij een treffer van Lequincio Zeefuik. Hierna werden de resultaten echter minder en sloten de mannen van Wim Jonk de eerste seizoenshelft af als hekkensluiter.

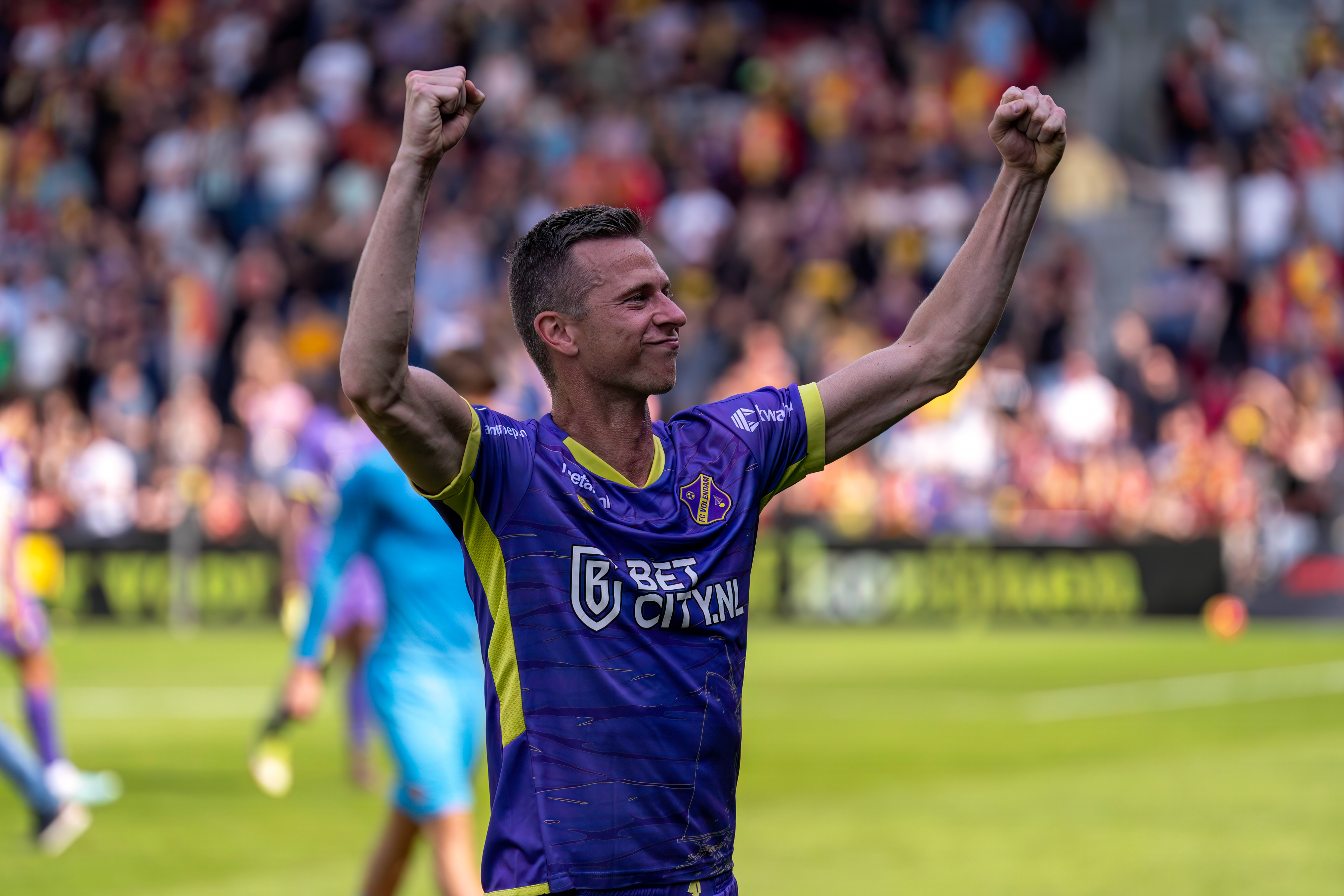
Spits Robert Mühren viert de handhaving met het uitvak, 21 mei 2023

Na de winterstop koos Volendam ervoor om een andere (meer verdedigende) speelstijl te hanteren en dit wierp zijn vruchten af. Voor de WK-break kreeg de club uit het vissersdorp veel complimenten voor het vertoonde spel, maar resultaten bleven uit. De tweede seizoenshelft startte met een 3-0 uitoverwinning op directe concurrent SC Cambuur. Vooral in eigen huis waren de resultaten goed. Zo verloor de ploeg in de tweede seizoenshelft slechts één wedstrijd in het eigen Kras Stadion, nipt tegen PSV en werd er gelijkgespeeld thuis tegen AZ en uit bij Ajax in de Arena. Ondanks de goede resultaten op het veld was er achter de schermen een hoop onrust bij de club, wat in februari naar buiten kwam. Zo werd gesteld dat de Raad van Commissarissen het dagelijks bestuur heeft opgedragen om de contracten van Team Jonk, een zestal functionarissen inclusief hoofdtrainer Wim Jonk, per 1 april op te zeggen. Daar was het bestuur, met algemeen directeur Jan Smit voorop, op tegen. In maart 2023 verlengden hoofdtrainer Wim Jonk, diens staf en de directie - ondanks de onrust - hun contracten met drie jaar. Op 13 mei 2023 won FC Volendam thuis in blessuretijd van Sparta Rotterdam, waarmee een reuzenstap werd gezet naar handhaving in de Eredivisie. Met nog twee wedstrijden te gaan stond de ploeg van Wim Jonk vijf punten boven de streep op nummer 14, terwijl FC Emmen (nummer 16) het nog op moest nemen tegen landskampioen Feyenoord en FC Utrecht. Een week later was de handhaving van FC Volendam in de Eredivisie een feit, ondanks dat het zelf met 3-0 verloor van Go Ahead Eagles.

#### Trainerswissel
In de voorbereiding van het seizoen 2023/24 werd assistent-trainer Matthias Kohler naar voren geschoven als eindverantwoordelijke. Hoofdtrainer Wim Jonk werd technisch manager, waarbij hij een overkoepelende rol ging vervullen in het algehele voetbalbeleid van FC Volendam en in die nieuwe hoedanigheid intensief betrokken bleef bij de werkwijze van het eerste elftal en Jong FC Volendam. Op 5 juli werd de eerste versterking voor het nieuwe seizoen gepresenteerd. Mio Backhaus kwam op huurbasis over van Werder Bremen en moest de opvolger worden van de naar Internazionale teruggekeerde Filip Stanković. Verder werd WK-ganger Garang Kuol een maand later op huurbasis aangetrokken om de flank te versterken.
De seizoensopener tegen SBV Vitesse ging met 1-2 verloren, mede dankzij een rode kaart voor Volendam in de eerste helft. Voor het verstreiken van de zomerse transferperiode vertrokken er nog een aantal basisspelers bij FC Volendam. Zo verkaste linksback Derry John Murkin voor circa €800.000,- naar FC Schalke 04 en nam FC Twente Carel Eiting over voor circa €1.000.000,-. Daarnaast vertrokken Daryl van Mieghem en Henk Veerman beide naar ADO Den Haag. Na de transferperiode was er kritiek van fans richting technisch directeur Jasper van Leeuwen, omdat er te weinig geld uitgeven zou zijn aan nieuwe aanwinsten. Eind september was het voor FC Volendam na zeven duels nog wachten op de eerste overwinning. Op 6 oktober 2023 speelde FC Volendam als nummer 17 in eigen huis tegen nummer 18 FC Utrecht. Het duel werd met 1-0 gewonnen door een treffer van Robert Mühren. Een voorbode op betere resultaten was het echter niet en FC Volendam sloot de eerste seizoenshelft af in de degradatiezone.

#### Einde van Team Jonk
Eind november 2023 kwam een langlopende ruzie tussen de raad van commissarissen en het bestuur van de club tot een climax. De raad van commissarissen zette voorzitter Jan Smit en drie andere bestuursleden op straat omdat zij volgens hen slecht werk hadden geleverd. Op vrijdag 1 december kondigde Team Jonk aan op te gaan stappen, zonder een datum te noemen en zonder concreet te maken wat 'opstappen' inhield. Technisch manager Wim Jonk, technisch directeur Jasper van Leeuwen en hoofdtrainer Matthias Kohler legden na het weekend hun taken neer. Kohler zat nog wel op de bank tijdens de 0-5 nederlaag tegen PEC Zwolle een dag later. Voor de laatste twee wedstrijden voor de winterstop werd assistent-trainer Michael Dingsdag naar voren geschoven als eindverantwoordelijke, met Regillio Simons als rechterhand. Dit leidde in februari en maart 2024 tot een rechtszaak tussen de club en Wim Jonk en Matthias Kohler: was het opstappen per december een directe opzegging van de arbeidsovereenkomst? Volgens de Arbitragecommissie van de KNVB niet, waardoor FC Volendam de salarissen en emolumenten moest uitbetalen tot 1 mei, wat ook het einde van Team Jonk bij de club betekende.
Na de winterstop werd Simons de hoofdtrainer met Dingsdag formeel als assistent, omdat die niet de juiste papieren had. In de eerste zeven duels na de winterstop wist FC Volendam geen overwinning te boeken. Op 25 februari zakte FC Volendam naar de laatste plaats doordat mede-degradatiekandidaat Vitesse met 1-2 won en FC Volendam thuis met 0-4 verloor van sc Heerenveen. Op 5 mei degradeerde de club na een 1-4-thuisnederlaag tegen Ajax.

### Degradatie naar de Eerste divisie
Na de degradatie werd een nieuwe hoofdcoach aangesteld: Rick Kruys. Samen met zijn staf, bestaande uit wederom Michael Dingsdag, Hidde van Boven, Frank van der Geest e.a.
De seizoensstart was moeizaam, na drie wedstrijden stond Volendam puntloos onderaan, maar daarna klom de club op de ranglijst door 24 overwinningen en drie nederlagen in 31 wedstrijden. Belangrijke spelers zoals Henk Veerman (22 doelpunten) en Robert Mühren (17 doelpunten) speelden een cruciale rol in deze opmars. Op 14 april 2025 promoveerde FC Volendam naar de Eredivisie door een 0-1 overwinning op Jong AZ en op 28 werd de club kampioens door een 2-3-overwinning op Jong FC Utrecht. Dit was de elfde promotie in de clubgeschiedenis, waarmee de bijnaam 'De Heen en Weer' opnieuw werd waargemaakt. 

### Terugkeer in de Eredivisie
Vanwege de aanleg van een nieuwe grasmat in het stadion heeft FC Volendam de KNVB gevraagd om met enkele uitwedstrijden te beginnen aan het Eredivisieseizoen 2025-2026.

## Clubcultuur

### Clublied
Het officiële clublied van FC Volendam is Ieder kent de Volendammers. Het nummer werd geschreven door Jan Mühren, de vader van de oud-voetballers Gerrie en Arnold Mühren en de artiest Jan Mühren.

### Andere FC Volendam-gerelateerde liedjes
- De Dekkerband - 't Volledammer volkslied
- Flak Zullie - Oe moet ut dan
- Sibbele, Het Nieuwe Koor, Nick Single - Ei zit erin
- Harry Slinger - 't Andere Oranje
- Jan Smit - Alles in mij leeft voor Volendam

### Mascotte
Frook the Fox is de clubmascotte van FC Volendam. Als mascotte en boegbeeld van kidsclub Frook the Fox wordt hij ingezet bij activiteiten van de kidsclub in de regio Volendam en is hij bij thuiswedstrijden van Volendam aanwezig. De kidsclub van FC Volendam bestaat sinds mei 2005 en sindsdien is Frook the Fox als mascotte actief.

### Supportersvereniging
In het seizoen 1944/45 werd de basis gelegd voor de supportersvereniging van Volendam. Een aantal personen wilden de club een financiële ondersteuning geven om de elftallen technisch en tactisch beter aan de competitie te kunnen laten deelnemen. In 1945 kreeg de Supportersvereniging het voor elkaar om met een krediet van 3.000 gulden van de Onderlinge Verzekeringsmij. Brandassurantie een verlichtingsplan te verwezenlijken. Later werden de activiteiten uitgebreid. Er werden busreizen georganiseerd. De Vereniging stichtte eveneens een trainingsfonds om de steeds grotere wordende voetbalclub aan geschoolde trainers te helpen. Supportersvereniging Volendam was tot 24 februari 2024 de enige officiële fanclub van FC Volendam. Op 25 februari 2024 werd Supportersvereniging FCVD opgericht en zijn er zo gezegd twee officiële supportersverenigingen.

## Selectie en staf in het seizoen 2025/26
Tot de selectie 2025/26 worden alle spelers gerekend die gedurende (een deel van) het Eerste divisie-seizoen tot de selectie van het eerste elftal hebben behoord volgens de FC Volendam-website, dus ook als ze bijvoorbeeld geen wedstrijd gespeeld hebben of tijdens het seizoen zijn vertrokken naar een andere club. De spelers van Jong FC Volendam of de FC Volendam jeugdopleiding worden hier ook tot de selectie gerekend, als ze bij minimaal één officiële wedstrijd van het eerste elftal tot de wedstrijdselectie behoorden.

### Selectie
| Nr.             | Nat.                                                 | Naam                    | Contract        | Geboortedatum     | Seizoen         | Vorige club                        | Debuut FC Volendam |
| Doelverdediging | Doelverdediging                                      | Doelverdediging         | Doelverdediging | Doelverdediging   | Doelverdediging | Doelverdediging                    | Doelverdediging    |
| --------------- | ---------------------------------------------------- | ----------------------- | --------------- | ----------------- | --------------- | ---------------------------------- | ------------------ |
| 1               | Vlag van Nederland                                   | Kayne van Oevelen       | 2028            | 7 augustus 2003   | 4e              | AFC (O18)                          | 19 mei 2024        |
| 16              | Vlag van Nederland                                   | Roy Steur               | 2028            | 1 februari 2005   | 1e              | Jong PSV                           | –                  |
| 22              | Vlag van Nederland                                   | Dion Vlak               | 2028            | 28 juni 2001      | 5e              | RKAV Volendam                      | 6 mei 2022         |
| Verdediging     |                                                      |                         |                 |                   |                 |                                    |                    |
| 2               | Vlag van Nederland · Vlag van Verenigde Staten       | Déron Payne             | 2028            | 25 september 2002 | 4e              | Koninklijke HFC                    | 6 november 2022    |
| 3               | Vlag van Nederland · Vlag van Togo                   | Mawouna Amevor          | 2026 ¹          | 16 december 1991  | 2e              | FC Eindhoven                       | 18 augustus 2024   |
| 4               | Vlag van Nederland · Vlag van Congo-Kinshasa         | Xavier Mbuyamba         | 2026            | 31 december 2001  | 4e              | Chelsea FC                         | 9 september 2022   |
| 5               | Vlag van Duitsland · Vlag van Nederland              | Precious Ugwu           | 2028            | 08 februari 2006  | 1e              | Jong Ajax                          | –                  |
| 14              | Vlag van Nederland                                   | Aaron Meijers           | 2026            | 28 oktober 1987   | 5e              | RKC Waalwijk                       | 27 oktober 2006    |
| 20              | Vlag van Nederland                                   | Nick Verschuren         | huur            | 13 januari 2005   | 1e              | AFC Ajax                           | 17 augustus 2025   |
| 25              | Vlag van Nederland                                   | Luca Blondeau           | 2026            | 11 februari 2006  | 2e              | FC Volendam jeugdopleiding         | 31 augustus 2024   |
| 27              | Vlag van Nederland                                   | Myron Mau-Asam          | 2026            | 1 april 2004      | 2e              | FC Volendam jeugdopleiding         | 5 mei 2024         |
| 28              | Vlag van Nederland · Vlag van Suriname               | Silvinho Esajas         | 2028            | 08 juli 2002      | 2e              | ADO Den Haag                       | 24 januari 2025    |
| 32              | Vlag van Nederland · Vlag van België                 | Yannick Leliendal       | 2026            | 23 april 2002     | 2e              | FC Utrecht                         | 11 augustus 2024   |
| 38              | Vlag van Nederland                                   | Lars de Wit             | 2027            | 21 mei 2006       | 1e              | FC Volendam jeugdopleiding         | –                  |
| 42              | Vlag van Nederland · Vlag van Dominicaanse Republiek | Francisco Reyes Marizán | 2027            | 28 maart 2006     | 1e              | FC Volendam jeugdopleiding         | 3 september 2023   |
| Middenveld      |                                                      |                         |                 |                   |                 |                                    |                    |
| 6               | Vlag van Nederland                                   | Alex Plat               | 2027            | 4 februari 1998   | 7e              | Telstar                            | 20 oktober 2017    |
| 7               | Vlag van Nederland                                   | Ozan Kökçü              | 2026 ¹          | 18 augustus 1998  | 1e              | HJK Helsinki                       | 9 augustus 2025    |
| 8               | Vlag van Nederland · Vlag van Nigeria                | Gibson Yah              | 2027 ¹          | 27 september 2003 | 1e              | Jong FC Utrecht                    | 9 augustus 2025    |
| 15              | Vlag van Nederland                                   | Anass Bouziane          | 2026            | 22 december 2006  | 2e              | FC Volendam jeugdopleiding         | 17 september 2024  |
| 18              | Vlag van Nederland · Vlag van Marokko                | Nordin Bukala           | 2026            | 18 september 2005 | 2e              | Jong FC Utrecht                    | 22 oktober 2024    |
| 36              | Vlag van Nederland                                   | Milan de Haan           | 2026            | 20 november 2003  | 6e              | RKAV Volendam (O19)                | 1 oktober 2021     |
| 40              | Vlag van Nederland                                   | Robin van Cruijsen      | 2028            |                   | 1e              | FC Volendam jeugdopleiding         | 9 augustus 2025    |
| Aanval          |                                                      |                         |                 |                   |                 |                                    |                    |
| 9               | Vlag van Nederland                                   | Henk Veerman            | 2026 ¹          | 26 februari 1991  | 7e              | ADO Den Haag (verhuur FC Volendam) | 26 mei 2013        |
| 10              | Vlag van Nederland · Vlag van Curaçao                | Brandley Kuwas          | 2026 ¹          | 19 september 1992 | 5e              | Giresunspor                        | 12 augustus 2012   |
| 11              | Vlag van Nederland · Vlag van Suriname               | Aurelio Oehlers         | 2027            | 5 februari 2004   | 2e              | Jong FC Utrecht                    | 11 augustus 2024   |
| 17              | Vlag van Nederland · Vlag van Nigeria                | Joel Ideho              | huur            | 17 juli 2003      | 1e              | Sparta Rotterdam                   | 17 augustus 2025   |
| 19              | Vlag van Nederland                                   | Mauro Zijlstra          | 2027 ¹          | 9 november 2004   | 2e              | N.E.C. (O21)                       | 19 december 2024   |
| 21              | Vlag van Nederland                                   | Robert Mühren           | 2026            | 18 mei 1989       | 9e              | SC Cambuur                         | 5 augustus 2011    |
| 24              | Vlag van Nederland                                   | Key-Shawn Wong-A-Soij   | 2027 ¹          | 1 oktober 2006    | 2e              | FC Volendam jeugdopleiding         | 19 december 2024   |
| 39              | Vlag van Nederland                                   | Jesper Tielemans        | 2028            |                   | 1e              | FC Volendam jeugdopleiding         | –                  |
| 99              | Vlag van België                                      | Anthony Descotte        | huur ²          | 3 augustus 2003   | 1e              | Sporting Charleroi                 | –                  |

- ¹ Club heeft optie voor extra seizoen.
- ² Club heeft een kooptie.

| Naam                | Functie               | Nationaliteit      |
| ------------------- | --------------------- | ------------------ |
| Rick Kruys          | Hoofdtrainer          | Vlag van Nederland |
| Hidde van Boven     | Assistent-trainer     | Vlag van Nederland |
| Michael Dingsdag    | Assistent-trainer     | Vlag van Nederland |
| Frank van der Geest | Keeperstrainer        | Vlag van Nederland |
| Jelmer Stiekema     | Performancecoach      | Vlag van Nederland |
| Joomay Odjo         | Performancecoach      | Vlag van Nederland |
| Peter Jan Roskam    | Fysiotherapeut        | Vlag van Nederland |
| Kenta Inuzuka       | Fysiotherapeut        | Vlag van Japan     |
| Ruben Zwiers        | Clubarts              | Vlag van Nederland |
| Jibbe Smit          | Videoanalist          | Vlag van Nederland |
| Henk Braas          | Materiaalman          | Vlag van Nederland |
| Tibbe Kwakman       | Ondersteunend staflid | Vlag van Nederland |
| Piet Smit           | Teammanager           | Vlag van Nederland |

## Topscorers

### Per seizoen
| Seizoen | Speler                   | Goals | Divisie        |
| ------- | ------------------------ | ----- | -------------- |
| 1955/56 | Dick Tol                 | 30    | Eerste Divisie |
| 1956/57 | Dick Tol                 | 37    | Eerste Divisie |
| 1957/58 | Dick Tol                 | 27    | Eerste Divisie |
| 1958/59 | Dick Tol                 | 25    | Eerste Divisie |
| 1959/60 | Dick Tol                 | 19    | Eredivisie     |
| 1960/61 | Dick Tol Harmen Veerman  | 16    | Eerste Divisie |
| 1961/62 | Dick Tol                 | 27    | Eredivisie     |
| 1962/63 | Dick Tol                 | 13    | Eredivisie     |
| 1963/64 | Dick Tol                 | 17    | Eredivisie     |
| 1964/65 | Dick Tol                 | 17    | Eerste Divisie |
| 1965/66 | Dick Tol                 | 17    | Eerste Divisie |
| 1966/67 | Dick Tol                 | 32    | Eerste Divisie |
| 1967/68 | Dick Sier                | 10    | Eredivisie     |
| 1968/69 | Jan Bond Wim Kras        | 4     | Eredivisie     |
| 1969/70 | Meeuwis Majoor Wim Kras  | 9     | Eerste Divisie |
| 1970/71 | Wim Kras                 | 9     | Eredivisie     |
| 1971/72 | Jan Bond Walter Ferreira | 3     | Eredivisie     |
| 1972/73 | Walter Ferreira          | 11    | Eerste Divisie |
| 1973/74 | Jan Karsten              | 13    | Eerste Divisie |
| 1974/75 | Jan Plat                 | 9     | Eerste Divisie |
| 1975/76 | Dick Bond                | 12    | Eerste Divisie |
| 1976/77 | Dick Bond                | 13    | Eerste Divisie |

| Seizoen | Speler                    | Goals | Divisie        |
| ------- | ------------------------- | ----- | -------------- |
| 1977/78 | Dick Helling              | 9     | Eredivisie     |
| 1978/79 | Frank Kramer              | 8     | Eredivisie     |
| 1979/80 | Keje Molenaar             | 15    | Eerste Divisie |
| 1980/81 | Wim Tol                   | 18    | Eerste Divisie |
| 1981/82 | Wim Tol Bas Dumortier     | 5     | Eerste Divisie |
| 1982/83 | Frank Kramer              | 14    | Eerste Divisie |
| 1983/84 | Kees Guijt Dick Helling   | 6     | Eredivisie     |
| 1984/85 | Ton Blanker               | 11    | Eredivisie     |
| 1985/86 | Joop Böckling             | 20    | Eerste Divisie |
| 1986/87 | Wim Jonk                  | 23    | Eerste Divisie |
| 1987/88 | Gert-Jan Duif             | 9     | Eredivisie     |
| 1988/89 | Steve van Dorpel          | 12    | Eredivisie     |
| 1989/90 | Frank Berghuis            | 13    | Eredivisie     |
| 1990/91 | Frank Berghuis            | 13    | Eredivisie     |
| 1991/92 | John Clayton              | 10    | Eredivisie     |
| 1992/93 | André Wasiman             | 10    | Eredivisie     |
| 1993/94 | Miroslav Stefanovic       | 13    | Eredivisie     |
| 1994/95 | Jorg Smeets               | 13    | Eredivisie     |
| 1995/96 | Radoslav Samardzic        | 6     | Eredivisie     |
| 1996/97 | Radoslav Samardzic        | 9     | Eredivisie     |
| 1997/98 | Marco Boogers             | 9     | Eredivisie     |
| 1998/99 | Marco Boogers             | 16    | Eerste Divisie |
| 1999/00 | Jan Bruin                 | 10    | Eerste Divisie |
| 2000/01 | Niels Kokmeijer Yuri Rose | 10    | Eerste Divisie |

| Seizoen | Speler                            | Goals | Divisie        |
| ------- | --------------------------------- | ----- | -------------- |
| 2001/02 | Maurice Buys                      | 15    | Eerste Divisie |
| 2002/03 | Houssein Ouhsaine Dion Esajas     | 11    | Eerste Divisie |
| 2003/04 | Jack Tuijp                        | 7     | Eredivisie     |
| 2004/05 | Kees Kwakman                      | 8     | Eerste Divisie |
| 2005/06 | Jack Tuijp                        | 15    | Eerste Divisie |
| 2006/07 | Charles Dissels                   | 15    | Eerste Divisie |
| 2007/08 | Jack Tuijp                        | 15    | Eerste Divisie |
| 2008/09 | Melvin Platje                     | 15    | Eredivisie     |
| 2009/10 | Jack Tuijp                        | 17    | Eerste Divisie |
| 2010/11 | Melvin Platje                     | 21    | Eerste Divisie |
| 2011/12 | Jack Tuijp                        | 20    | Eerste Divisie |
| 2012/13 | Jack Tuijp                        | 27    | Eerste Divisie |
| 2013/14 | Robert Mühren                     | 25    | Eerste Divisie |
| 2014/15 | Kevin Brands                      | 22    | Eerste Divisie |
| 2015/16 | Bert Steltenpool                  | 12    | Eerste Divisie |
| 2016/17 | Kevin van Kippersluis             | 13    | Eerste Divisie |
| 2017/18 | Enzo Stroo                        | 15    | Eerste Divisie |
| 2018/19 | Boy Deul                          | 10    | Eerste Divisie |
| 2019/20 | Francesco Antonucci Martijn Kaars | 11    | Eerste Divisie |
| 2020/21 | Samuele Mulattieri                | 18    | Eerste Divisie |
| 2021/22 | Robert Mühren                     | 29    | Eerste Divisie |
| 2022/23 | Daryl van Mieghem                 | 8     | Eredivisie     |
| 2023/24 | Robert Mühren                     | 8     | Eredivisie     |
| 2024/25 | Henk Veerman                      | 26    | Eerste Divisie |

| # | Reden                           |
| - | ------------------------------- |
|   | Topscorer van de Eerste Divisie |
|   | Topscorer van de Eredivisie     |

### Topscorers aller tijden
Elf spelers scoorden 50 keer of meer in een competitiewedstrijd voor Volendam sinds de overgang naar het profvoetbal in 1955.
1. Dick Tol (276)
2. Jack Tuijp (161)
3. Robert Mühren (113) *
4. Johan Pelk (109)
5. Harmen Veerman (100)
6. Wim Kras (90)
7. Dick Bond (74)
8. Johan Steur (66)
9. Jaap Smit (60)
10. Jan Bond (56)
11. Henk Veerman (52) *

* speler is nog actief

## Meeste wedstrijden
Competitieduels, vanaf 1955 (periode als profclub).
| Nr. | Speler          | Wedstr. |
| --- | --------------- | ------- |
| 1.  | Klaas Zwarthoed | 470     |
| 2.  | Johan Steur     | 447     |
| 3.  | Klaas Karregat  | 426     |
| 4.  | Johan Pelk      | 401     |
| 5.  | Henny Schilder  | 392     |
| 6.  | Dick de Boer    | 382     |
| 7.  | Wim Kras        | 356     |
| 8.  | Jaap Jonk       | 352     |
| 9.  | Jack Tuijp      | 350     |
| 10. | Frans Hoek      | 336     |
| 11. | René Binken     | 334     |
| 12. | Dick Tol        | 328     |
| 13. | Jack Jonk       | 292     |
| 14. | Kees Guijt      | 278     |
| 15. | Dick Bond       | 273     |
| 23. | Robert Mühren*  | 239     |

* speler is nog actief

## Spelers en talenten van het seizoen

### Speler van het seizoen

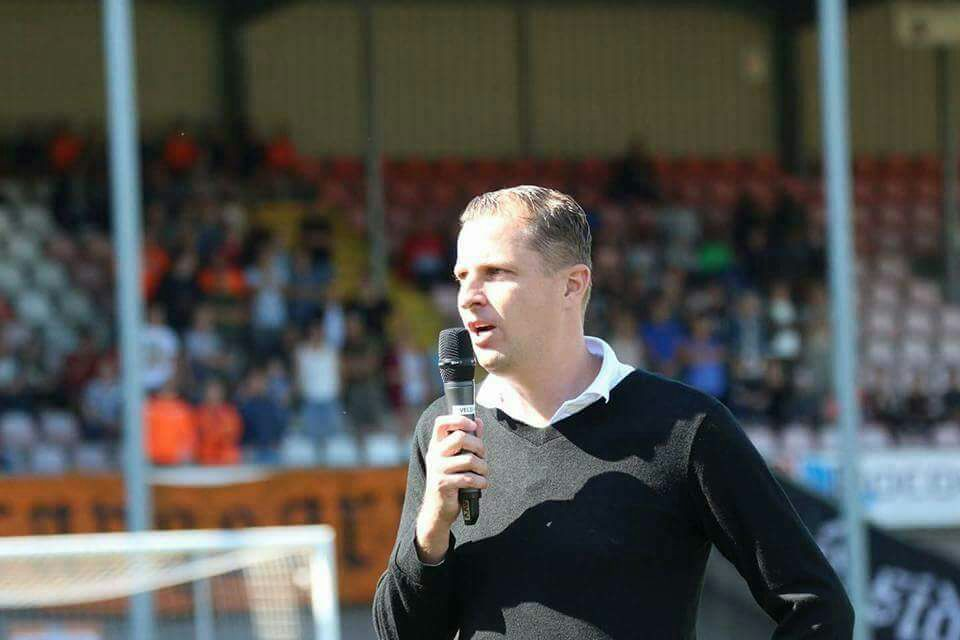
Jack Tuijp
(2007-2008)
(2011-2012)

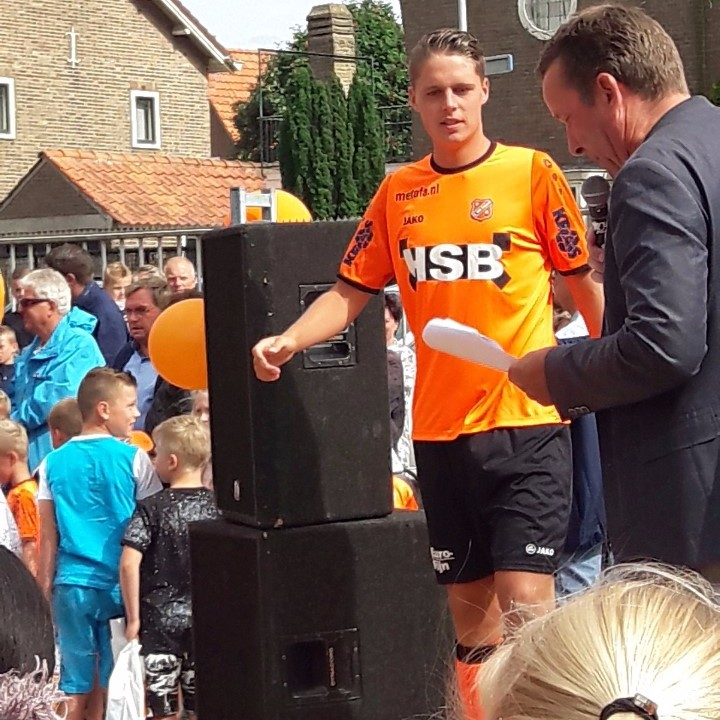
Joey Veerman
(2017-2018)

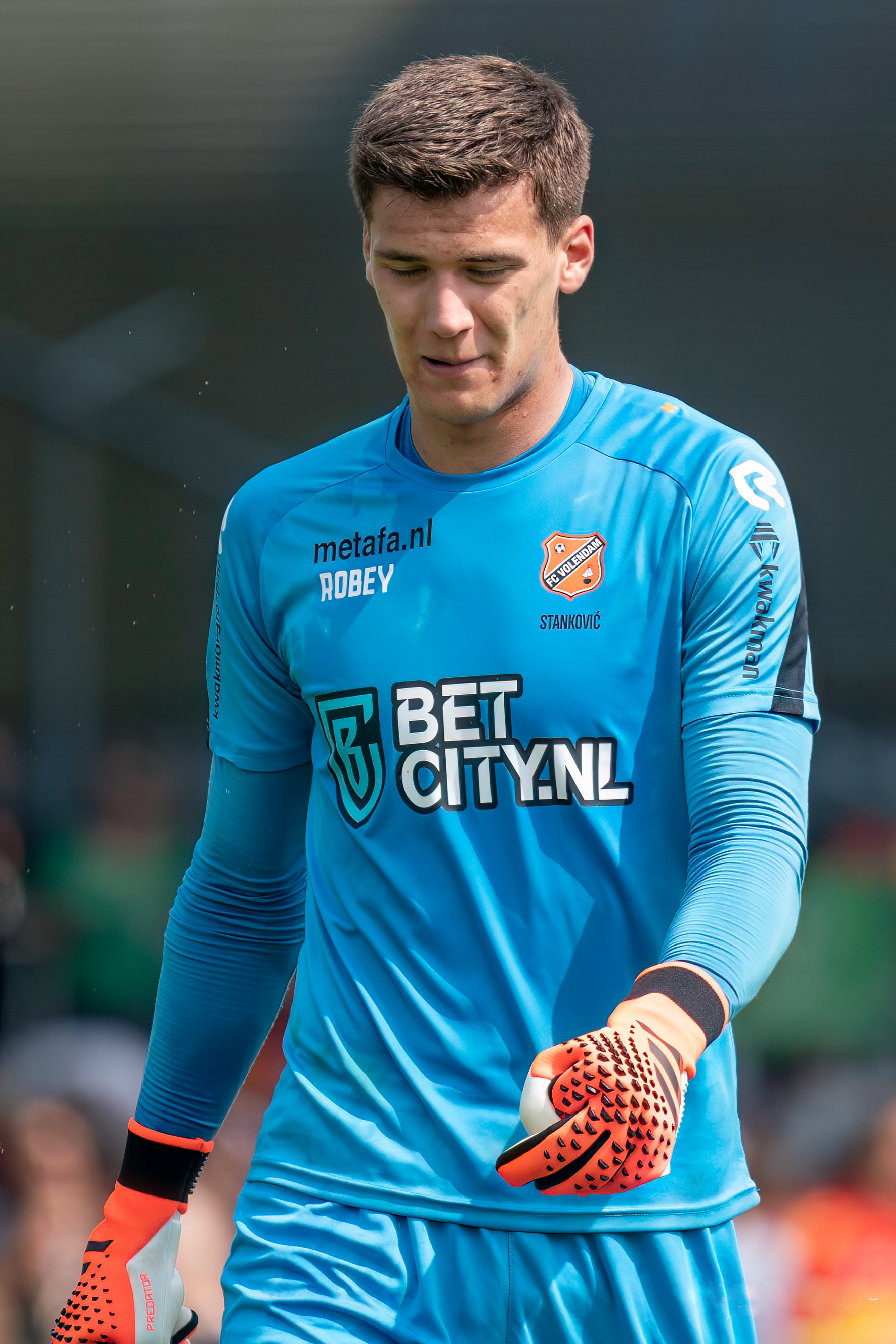
Filip Stanković
(2022-2023)

| Seizoen                        | Speler              |
| ------------------------------ | ------------------- |
| 1983/84 (FC Volendam)          | Nico Zwarthoed      |
| 1988/89 (FC Volendam)          | Randy Samuel        |
| 1990/91 (FC Volendam)          | Elroy Kromheer      |
| 1994/95 (FC Volendam)          | René Binken         |
| 1996/97 (FC Volendam)          | Edwin Zoetebier     |
| 1999/00 (FC Volendam)          | Ab Persijn          |
| 2001/02 (FC Volendam)          | Misha Salden        |
| 2003/04 (FC Volendam)          | Gerry Koning        |
| 2004/05 (FC Volendam)          | Maarten Woudenberg  |
| 2005/06 (FC Volendam)          | Peter Wijker        |
| 2006/07 (FC Volendam)          | Jeroen Verhoeven    |
| 2007/08 (FC Volendam)          | Jack Tuijp          |
| 2008/09 (FC Volendam)          | Tim Bakens          |
| 2010/11 (FC Volendam)          | Henny Schilder      |
| 2010/11 (Supportersvereniging) | Olaf Lindenbergh    |
| 2011/12 Zowel bij FC als SV    | Jack Tuijp          |
| 2012/13 Zowel bij FC als SV    | Raymond Fafiani     |
| 2013/14 FC en SV samen         | Tom Overtoom        |
| 2014/15                        | Kevin Brands        |
| 2015/16                        | Erik Schouten       |
| 2016/17                        | Hobie Verhulst      |
| 2017/18                        | Joey Veerman        |
| 2018/19                        | Nick Doodeman       |
| 2019/20                        | Francesco Antonucci |
| 2020/21                        | Micky van de Ven    |
| 2021/22                        | Robert Mühren       |
| 2022/23                        | Filip Stanković     |
| 2023/24                        | Bilal Ould-Chikh    |
| 2024/25                        | Henk Veerman        |

### Talent van het seizoen
| Seizoen | Speler            |
| ------- | ----------------- |
| 2019/20 | Micky van de Ven  |
| 2020/21 | Derry John Murkin |
| 2021/22 | Filip Stanković   |
| 2022/23 | Gaetano Oristanio |
| 2023/24 | Calvin Twigt      |
| 2024/25 | Kayne van Oevelen |

## Trainers
Lijst van trainers van FC Volendam sinds de toetreding tot het betaald voetbal in 1955.

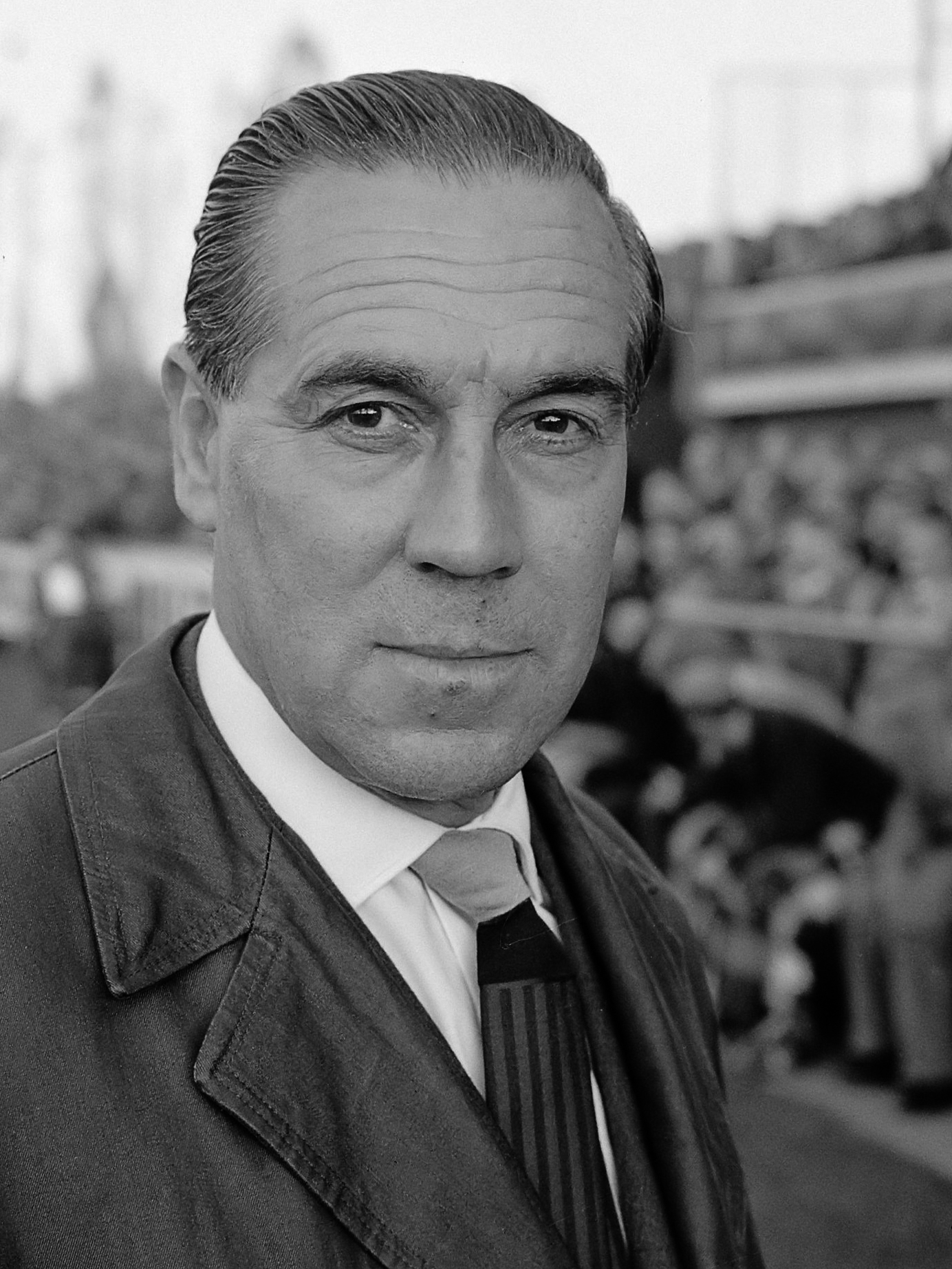
Ron Dellow
(1964-1968)

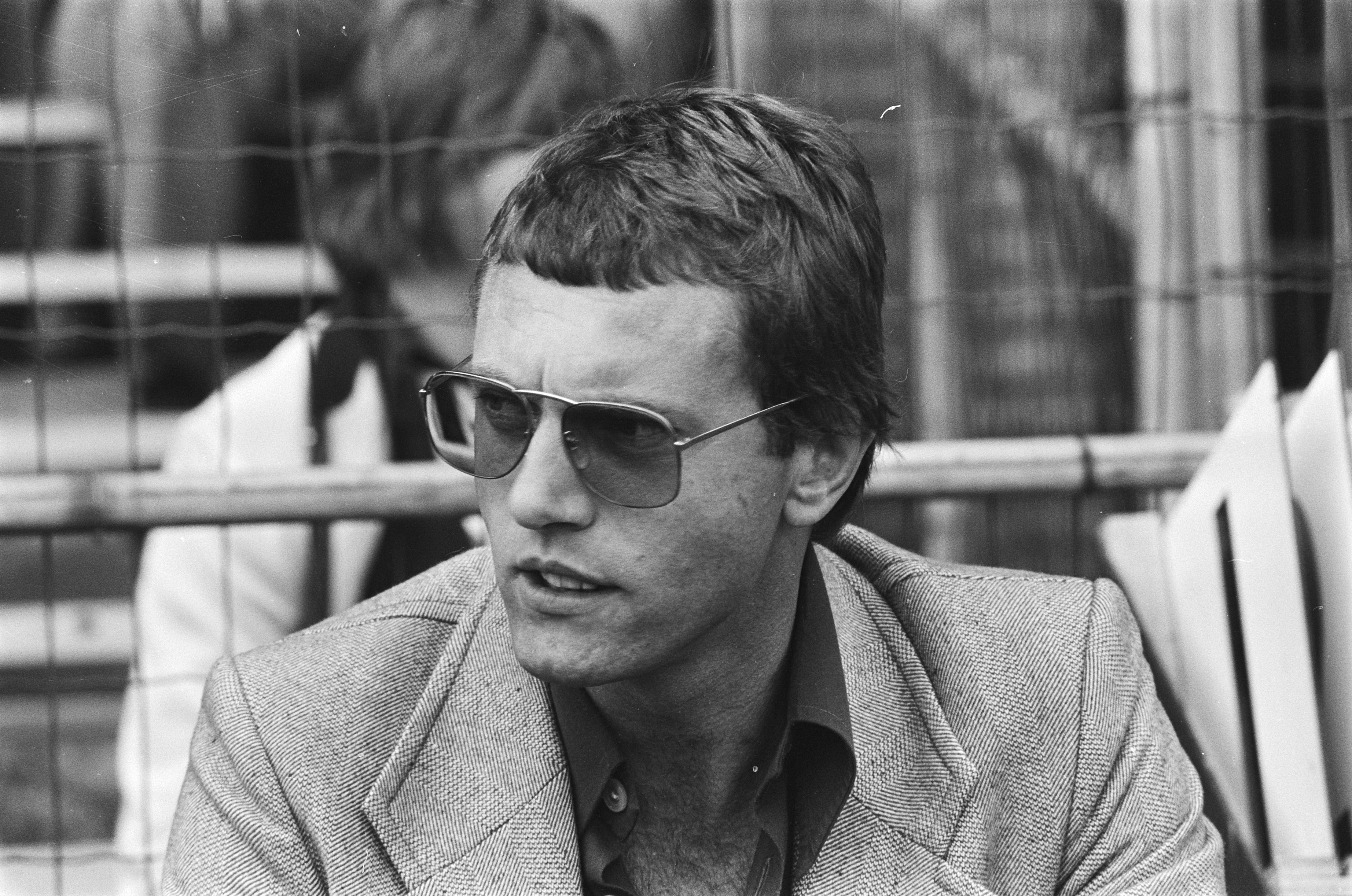
Fritz Korbach
(1982–1983)
(1992–1993)

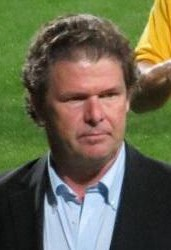
Frans Adelaar
(2008–2009)

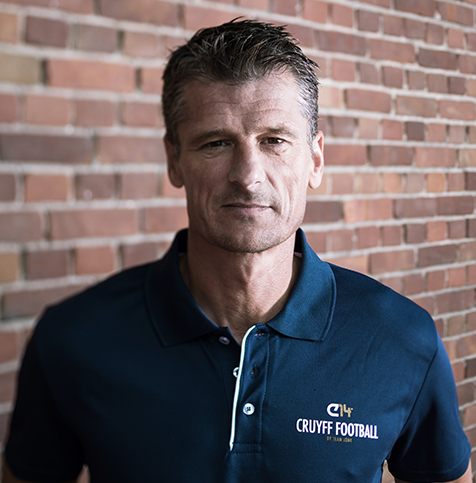
Wim Jonk
(2019–2023)

| Naam                      | Nationaliteit | Begin periode | Einde periode | Bijzonderheden |
| ------------------------- | ------------- | ------------- | ------------- | -------------- |
| Leen van Woerkom          | Nederland     | 1955          | 1958          |                |
| Ger Stroker               | Nederland     | 01/07/1958    | 30/06/1960    |                |
| Bram Appel                | Nederland     | 01/07/1960    | 1962          |                |
| Piet Dubbelman            | Nederland     | 1962          | 30/06/1964    |                |
| Ron Dellow                | Engeland      | 01/07/1964    | 22/04/1969    |                |
| Hans Croon                | Nederland     | 22/04/1969    | 1972          |                |
| Bruin Steur               | Nederland     | 1972          | 30/06/1975    |                |
| Arie Stehouwer            | Nederland     | 01/07/1975    | 30/06/1976    |                |
| Leo Steegman              | Nederland     | 01/07/1976    | 30/06/1977    |                |
| Jan Mak                   | Nederland     | 01/07/1977    | 30/06/1979    |                |
| Henk Ellens               | Nederland     | 01/07/1979    | 03/02/1981    |                |
| Bruin Steur               | Nederland     | 03/02/1981    | 30/06/1981    |                |
| Dick Maurer               | Nederland     | 01/07/1981    | 30/06/1982    |                |
| Fritz Korbach             | Duitsland     | 01/07/1982    | 30/06/1983    |                |
| Cor van der Hart          | Nederland     | 01/07/1983    | 31/12/1983    |                |
| Simon Kistemaker          | Nederland     | 01/01/1984    | 30/06/1984    |                |
| Leo Beenhakker            | Nederland     | 01/07/1984    | 30/06/1985    |                |
| Barry Hughes              | Engeland      | 01/07/1985    | 30/06/1986    |                |
| Jan Brouwer               | Nederland     | 01/07/1986    | 30/06/1988    |                |
| Leo Steegman              | Nederland     | 01/07/1988    | 04/11/1992    |                |
| Fritz Korbach             | Duitsland     | 05/11/1992    | 24/10/1993    |                |
| Leo Steegman              | Nederland     | 24/10/1993    | 27/01/1994    |                |
| Wim Rijsbergen            | Nederland     | 27/01/1994    | 30/06/1995    |                |
| Bert Jacobs               | Nederland     | 01/07/1995    | 30/06/1996    |                |
| Jan Brouwer               | Nederland     | 07/05/1996    | 30/06/1996    |                |
| Hans van der Zee          | Nederland     | 01/07/1996    | 30/06/1997    |                |
| Dick de Boer              | Nederland     | 01/07/1997    | 30/11/1998    |                |
| Andries Jonker            | Nederland     | 30/11/1998    | 30/06/2000    |                |
| Henk Wisman               | Nederland     | 01/07/2000    | 29/01/2004    |                |
| Johan Steur               | Nederland     | 29/01/2004    | 30/06/2004    |                |
| Job Dragtsma              | Nederland     | 01/07/2004    | 15/03/2005    |                |
| Ernie Brandts             | Nederland     | 20/03/2005    | 30/06/2006    |                |
| Stanley Menzo             | Nederland     | 01/07/2006    | 30/06/2008    |                |
| Frans Adelaar             | Nederland     | 01/07/2008    | 30/06/2009    |                |
| Edward Sturing            | Nederland     | 01/07/2009    | 13/02/2010    |                |
| Johan Steur               | Nederland     | 13/02/2010    | 30/06/2010    |                |
| Gert Kruys                | Nederland     | 01/07/2010    | 06/03/2012    |                |
| Johan Steur en Berry Smit | Nederland     | 06/03/2012    | 30/06/2012    |                |
| Hans de Koning            | Nederland     | 01/07/2012    | 30/06/2015    |                |
| Robert Molenaar           | Nederland     | 01/07/2015    | 24/04/2017    |                |
| Johan Steur en Berry Smit | Nederland     | 24/04/2017    | 30/06/2017    |                |
| Misha Salden              | Nederland     | 01/07/2017    | 29/09/2018    |                |
| Hans de Koning            | Nederland     | 01/10/2018    | 30/06/2019    |                |
| Wim Jonk                  | Nederland     | 01/07/2019    | 30/06/2023    |                |
| Matthias Kohler           | Duitsland     | 01/07/2023    | 05/12/2023    |                |
| Michael Dingsdag          | Nederland     | 05/12/2023    | 01/01/2024    | ad interim     |
| Regillio Simons           | Nederland     | 02/01/2024    | 30/06/2024    |                |
| Rick Kruys                | Nederland     | 01/07/2024    | 30/06/2026    |                |

## (Oud-) spelers

### Bekende (oud-)spelers
- Frank Berghuis
- Mitchell Dijks
- Walter Ferreira
- Frans Hoek
- Wim Jonk
- Denso Kasius
- Michiel Kramer
- Brandley Kuwas
- Kees Kwakman
- Aaron Meijers
- Kees Molenaar (Keje)
- Arnold Mühren
- Gerrie Mühren
- Robert Mühren
- André Ooijer
- Alex Pastoor
- Johan Pelk
- Michael Reiziger
- Robbin Ruiter
- Henny Schilder
- Dick Tol
- Kees Tol (Pier)
- Jack Tuijp
- Henk Veerman
- Joey Veerman
- Micky van de Ven
- Jeroen Verhoeven
- Maikel van der Werff

### Nederlands International tijdens Volendam dienstverband
|    | Speler         | Wedstrijden | Doelpunten |
| -- | -------------- | ----------- | ---------- |
| 1. | Frank Berghuis | 1           | 0          |

## Sponsors

#### Shirtsponsor
- 1982-1983 BOKO Dakdekkers
- 1983-1984 Citizen
- 1984-1986 SKC
- 1986-1990 Super
- 1990-1994 Veronica
- 1994-1995 Alisun
- 1995-1996 Morres Meubel
- 1996-1997 Mandemakers Keukens
- 1997-1998 Mitsubishi (Carisma)
- 1998-1999 Mitsubishi (Space Star)
- 1999-2000 -
- 2000-2002 Kras Recycling
- 2002-2003 Kras Recycling / Afab geldleningen
- 2003-2004 Afab geldleningen
- 2004-2005 Klaas Puul
- 2005-2006 Telfort
- 2006-2009 Cafebar
- 2009-2012 Votown Allstars
- 2012-2014 Cheaptickets.nl
- 2014-2015 SOS Kinderdorpen (indien er geen wedstrijdsponsor was)
- 2015-2022 HSB Bouw
- 2022-2025 Bet City
- 2025-2027 HSB Bouw

#### Kledingsponsor
- 1975-1976 Quick (sportartikelen)
- 1976-1984 Adidas
- 1984-1986 Nike
- 1986-1987 Le Coq Sportif
- 1987-1990 Umbro
- 1990-1998 Lotto Sport Italia
- 1998-2000 Cruyff Sports
- 2000-2021 JAKO
- 2021-0000 Robey Sportswear

#### Stadionsponsor
- 1993-2002 Veronica
- 2002-0000 Kras Recycling

## Organisatie

### RvC
| Naam                    | Nationaliteit | Functie     | Vakgebied        | Sinds       |
| ----------------------- | ------------- | ----------- | ---------------- | ----------- |
| Raad van Commissarissen |               |             |                  |             |
| Rob Bootsman            | Nederland     | Voorzitter  |                  | 1 juli 2024 |
| Simon Hansen            | Nederland     | Commissaris | Operations       | 1 juli 2024 |
| Ernst Ligthart          | Nederland     | Commissaris | Juridisch        | 1 juli 2024 |
| Albert van Ommen        | Nederland     | Commissaris | Commercieel      | 1 juli 2024 |
| Jack Tuijp              | Nederland     | Commissaris | Voetbaltechnisch | 1 juli 2024 |
| Johan Tuyp              | Nederland     | Commissaris | Financieel       | 1 juli 2024 |

### Directie
| Naam             | Nationaliteit | Functie                | Sinds           |
| ---------------- | ------------- | ---------------------- | --------------- |
| Directie         |               |                        |                 |
| Piet van der Pol | Nederland     | Operationeel Directeur | 1 augustus 2024 |
| Patrick Busby    | Nederland     | Technisch Directeur    | 1 juli 2024     |

### Scouting
| Naam        | Nationaliteit | Functie        | Sinds       |
| ----------- | ------------- | -------------- | ----------- |
| Scouting    |               |                |             |
| Jason Cyrus | Nederland     | Hoofd-Scouting | 1 juli 2024 |
| Johan Steur | Nederland     | Scouting       | 1 juli 2024 |
| Wim Bergsma | Nederland     | Scouting       | 1 juli 2024 |
| Wim Kwakman | Nederland     | Scouting       | 1 juli 2024 |

### Jeugdopleiding
| Naam                   | Nationaliteit | Functie                                                    | Sinds          |
| ---------------------- | ------------- | ---------------------------------------------------------- | -------------- |
| Jeugdopleiding kader   |               |                                                            |                |
| Cees Keizer            | Nederland     | Hoofd Opleiding + Technisch manager bovenbouw & middenbouw | 1 januari 2024 |
| Emiel den Haan         | Nederland     | Technisch manager onderbouw                                | 1 juli 2024    |
| Onderbouw (O11 - O12)  |               |                                                            |                |
| Thijs Bast             | Nederland     | O10 (RKAV Volendam)                                        | 1 juli 2024    |
| Emiel den Haan         | Nederland     | O11                                                        | 1 juli 2024    |
| Mats Houthuijse        | Nederland     | O11                                                        | 1 juli 2024    |
| Stefan Dol             | Nederland     | O12                                                        | 1 juli 2024    |
| Gert Reemst            | Nederland     | O12                                                        | 1 juli 2024    |
| Jan Smit               | Nederland     | Doelspelers O11 t/m O12                                    | 1 juli 2024    |
| Jerrel Feller          | Nederland     | Performance coach                                          | 1 juli 2024    |
| Middenbouw (O13 - O15) |               |                                                            |                |
| Cas Peperkamp          | Nederland     | O13                                                        | 1 juli 2024    |
| Timo van Heerde        | Nederland     | O13                                                        | 1 juli 2024    |
| Nick de Waart          | Nederland     | O14                                                        | 1 juli 2024    |
| Hessel Gouwenberg      | Nederland     | O14                                                        | 1 juli 2024    |
| Mike Twisk             | Nederland     | O15                                                        | 1 juli 2024    |
| Jan Smit               | Nederland     | Doelspelers O13 t/m O14                                    | 1 juli 2024    |
| Randy Sanches          | Nederland     | Doelspelers O15                                            | 1 juli 2024    |
| Martijn Veldboer       | Nederland     | Doelspelers stage                                          | 1 juli 2024    |
| Furkan Kirbas          | Nederland     | Individueel                                                | 1 juli 2024    |
| Jerrel Feller          | Nederland     | Performance coach                                          | 1 juli 2024    |
| Bovenbouw (O16 - O17)  |               |                                                            |                |
| Dennis Reus            | Nederland     | O16                                                        | 1 juli 2024    |
| Daniel Wolf            | Nederland     | O16                                                        | 1 juli 2024    |
| Nick Zeijlmans         | Nederland     | O17                                                        | 1 juli 2024    |
| Calvin Jong-A-Pin      | Nederland     | O17                                                        | 1 juli 2024    |
| Charles Dissels        | Nederland     | Specialist spitsen                                         | 1 juli 2024    |
| Randy Sanches          | Nederland     | Doelspelers O15 t/m O21                                    | 1 juli 2024    |
| Jonathan Houkes        | Nederland     | Performance coach                                          | 1 juli 2024    |
| Jong FC Volendam       |               |                                                            |                |
| Ridwan Schouten        | Nederland     | Hoofdtrainer                                               | 1 juli 2024    |
| Charles Dissels        | Nederland     | Assistent-trainer                                          | 1 juli 2024    |
| Maikel van der Werff   | Nederland     | Assistent-trainer                                          | 1 juli 2024    |
| Tom van Koeveringe     | Nederland     | Performance coach                                          | 1 juli 2024    |
| Abderrahim Dahmani     | Nederland     | Fysiotherapeut                                             | 1 juli 2024    |

### (Oud-)voorzitters bestuur
| Seizoen   | Voorzitter            | Aantal seizoenen |
| --------- | --------------------- | ---------------- |
| 1945-1956 | Meester Arnold Mühren | 11               |
| 1956-1957 | Arnold Mühren jr.     | 8                |
| 1964-1977 | Dokter Joop Duin      | 13               |
| 1977-1980 | Jan Guyt (Cottaar)    | 3                |
| 1980-1982 | Kees Bond             | 2                |
| 1982-1983 | Joop Tol (Goddet)     | 1                |
| 1983-1989 | Jaap Bond (Billy)     | 6                |
| 1989-1992 | Cas Schilder (Madoet) | 3                |
| 1992-1994 | Henk Blaauw           | 2                |
| 1994-1995 | Jan Lagrand           | 1                |
| 1995-1996 | Dick Veerman          | 1                |
| 1996-1998 | Wim Westendorp        | 2                |
| 1998-1999 | Arjen Tuiten          | 1                |
| 1999-2000 | Ad Hoens              | 1                |
| 2000-2019 | Henk Kras             | 19               |
| 2019-2022 | Piet Kemper           | 3                |
| 2022-2023 | Jan Smit              | 1,5              |
| 2024–2024 | Jaap Veerman          | 0,5              |

- Vanaf het seizoen 2024/25 is de structuur van FC Volendam gewijzigd.

Er is nu alleen een RvC en een directie (TD + AD)

### (Oud-)voorzitters Raad van Commissarissen
| Seizoen   | Voorzitter RvC   | Aantal seizoenen |
| --------- | ---------------- | ---------------- |
| 2000–2019 | Hein Tol (Kurk)  | 19               |
| 2019–2023 | Jaap Veerman     | 4,5              |
| 2024–2024 | Elma de Koekkoek | 0,5              |
| 2024–     | Rob Bootsman     | 1                |

## Erelijst
| Nationaal                                              |    |                                                               |
| Kampioen Eerste Divisie                                | 7× | 1958/59, 1960/61, 1966/67, 1969/70, 1986/87, 2007/08, 2024/25 |
| Promotie naar Eredivisie als runners-up Eerste divisie | 2× | 1982/83, 2021/22                                              |
| Promotie naar Eredivisie via nacompetitie/play-offs    | 2× | 1976/77, 2002/03                                              |
| Runners-up Eerste divisie                              | 4× | 1979/80, 1982/83, 2012/13, 2021/22                            |
| Runners-up KNVB Beker                                  | 2× | 1957/58, 1994/95                                              |

## Eindklasseringen
- 1956 3e
Eerste klasse (prof) C
- 1957 4e
Eerste divisie B
- 1958 6e
Eerste divisie A
- 1959 1e
Eerste divisie A
- 1960 17e
Eredivisie
- 1961 1e
Eerste divisie A
- 1962 7e
Eredivisie
- 1963 13e
Eredivisie
- 1964 16e
Eredivisie
- 1965 5e
Eerste divisie
- 1966 7e
Eerste divisie
- 1967 1e
Eerste divisie
- 1968 12e
Eredivisie
- 1969 17e
Eredivisie
- 1970 1e
Eerste divisie
- 1971 10e
Eredivisie
- 1972 17e
Eredivisie
- 1973 6e
Eerste divisie
- 1974 8e
Eerste divisie
- 1975 8e
Eerste divisie
- 1976 14e
Eerste divisie
- 1977 5e
Eerste divisie
- 1978 7e
Eredivisie
- 1979 17e
Eredivisie
- 1980 2e
Eerste divisie
- 1981 3e
Eerste divisie
- 1982 12e
Eerste divisie
- 1983 2e
Eerste divisie
- 1984 15e
Eredivisie
- 1985 16e
Eredivisie
- 1986 7e
Eerste divisie
- 1987 1e
Eerste divisie
- 1988 14e
Eredivisie
- 1989 9e
Eredivisie
- 1990 6e
Eredivisie
- 1991 9e
Eredivisie
- 1992 13e
Eredivisie
- 1993 6e
Eredivisie
- 1994 11e
Eredivisie
- 1995 11e
Eredivisie
- 1996 16e
Eredivisie
- 1997 14e
Eredivisie
- 1998 18e
Eredivisie
- 1999 8e
Eerste divisie
- 2000 17e
Eerste divisie
- 2001 5e
Eerste divisie
- 2002 6e
Eerste divisie
- 2003 6e
Eerste divisie
- 2004 17e
Eredivisie
- 2005 5e
Eerste divisie
- 2006 3e
Eerste divisie
- 2007 4e
Eerste divisie
- 2008 1e
Eerste divisie
- 2009 18e
Eredivisie
- 2010 16e
Eerste divisie
- 2011 6e
Eerste divisie
- 2012 12e
Eerste divisie
- 2013 2e
Eerste divisie
- 2014 9e
Eerste divisie
- 2015 5e
Eerste divisie
- 2016 6e
Eerste divisie
- 2017 6e
Eerste divisie
- 2018 14e
Eerste divisie
- 2019 16e
Eerste divisie
- 2020 3e
Eerste divisie
- 2021 6e
Eerste divisie
- 2022 2e
Eerste divisie
- 2023 14e
Eredivisie
- 2024 17e
Eredivisie
- 2025 1e
Eerste divisie

In elke staaf van de grafiek staat van boven naar beneden vermeld: 
- Eindnotering

Dit is de positie die de club heeft bereikt in de competitie, zonder eventuele beslissings-, play-off- of nacompetitiewedstrijden die nodig zijn geweest om bijvoorbeeld de kampioen van de competitie te bepalen.
Indien een * achter het getal staat is de notering een tussenstand en kan het zijn dat de notering niet overeenkomt met de uiteindelijke eindstand van de competitie.
Staat er een - dan is het seizoen nog bezig en is er geen definitieve uitslag bekend.
Staat er xx op de positie van de notering, dan heeft de club vroegtijdig de competitie verlaten. Dit kan onder andere komen door terugtrekking van het team, faillissement van de club of door een uitgedeelde straf van de KNVB. In veel gevallen staat elders in het artikel de reden vermeld.
Staat er een ? dan is het resultaat uit het verleden onbekend, en is alleen de competitie of het niveau bekend van dat seizoen.
In de seizoenen 2019/20 en 2020/21 werd wegens de coronacrisis het amateurvoetbal afgebroken. Daardoor kennen deze staven geen eindklassering (middels -- weergegeven).
- Competitieniveau en afdelingsletter of Officiële eindstand Eredivisie
  - Competitieniveau en afdelingsletter

Hierbij geeft het getal het niveau weer, dat ook terug te vinden is in de legenda. De letter is de afdelingsaanduiding en wordt gebruikt wanneer er meer afdelingen zijn op hetzelfde niveau. De afdelingsletter is altijd een hoofdletter en wordt meestal zonder nummer gebruikt.
Voorbeeld: 2F is niveau 2e klasse competitie F.
Het competitieniveau en nummer wordt niet vermeld wanneer er slechts één competitie van dit niveau was.
  - Officiële eindstand Eredivisie (getal staat tussen haakjes vermeld)

Sinds de introductie van play-offwedstrijden voor Europees voetbal na afloop van de reguliere competitie in 2005/06, is de KNVB verplicht een eindstand van de Eredivisie door te geven aan de UEFA aan de hand van deze play-offwedstrijden.
Bij deze eindstand staan clubs die zich hebben gekwalificeerd voor Europees voetbal hoger dan clubs die zich niet wisten te kwalificeren. Indien er geen verschil was tussen de eindnotering en de officiële eindstand, staat dit getal niet vermeld.

- Onderafdeling

Hier staat afgekort de naam van de onderafdeling indien de club in dat jaar in een onderafdeling uitkwam. Tevens staat deze afkorting in de legenda en wordt gelinkt naar het artikel over deze onderafdeling. Deze afkorting wordt alleen vermeld wanneer de club in het verleden in verschillende onderafdelingen heeft gespeeld. Deze vermelding is in de staaf altijd in kleine letters. Deze onderafdelingen zijn na het seizoen 1995/96 afgeschaft. Heeft de club in slechts één onderafdeling gespeeld, dan is dit alleen terug te vinden in de legenda.
Onder de staaf staat het jaartal vermeld waarin het seizoen is afgesloten. 15 verwijst naar het seizoen 2014/15 of eventueel het seizoen 1914/15.
Wanneer een staaf leeg is, zijn deze gegevens niet bekend. Het kan ook zijn dat de club dat seizoen niet heeft meegespeeld op het hogere amateurniveau, vroegtijdig de competitie heeft verlaten of uit de competitie is gezet.

In het seizoen 1944/45 was er wegens de Tweede Wereldoorlog geen regulier competitievoetbal.
- Eredivisie
- Eerste klasse (prof)
- Eerste divisie

- 1955 - 1977: RKSV Volendam
- 1977 - heden: FC Volendam